# Seeley Booth
Seeley Booth – bohater serialu produkowanego na zlecenie amerykańskiej stacji FOX, pt. Kości (ang. Bones), były żołnierz jednostek specjalnych, agent specjalny FBI. Boi się  klaunów. Jest w związku małżeńskim  z Temperance Brennan. Postać kreuje David Boreanaz.

## Losy postaci

### Pierwsza seria (22 odcinki)
Seeley Booth jest byłym żołnierzem jednostek specjalnych (75 Pułku US Army Rangers, elitarnej jednostki specjalnej wojsk lądowych Stanów Zjednoczonych) a obecnie pracuje jako agent specjalny FBI. Współpracuje z dr Temperance Brennan (którą nazywa Bones) z Instytutu Jeffersona w Waszyngtonie (USA). Ma małego syna Parkera ze swoją byłą dziewczyną Rebeccą. Parker jest niezwykłą osobą w jego życiu i bardzo go kocha, jest dla niego odpowiedzialnym i dobrym ojcem. Preferuje wolne związki, ale jest katolikiem, wrażliwym na punkcie swojej wiary, co wyniósł z dzieciństwa. Wspólnie z Tempe rozwiązują sprawy, w której z ofiar pozostały szkielety, ich elementy lub podobne. Podczas rozwiązywania zagadek kryminalnych wychodzą na jaw ich różne światopoglądy i podejście do życia – Booth preferuje bardziej ludzkie, interpersonalne i instynktowne metody śledztwa. Dzięki Boothowi, jego partnerka coraz bardziej otwiera się na świat, który on jej ukazuje. Seeley pragnie zdecydowanie separować swoje życie prywatne od zawodowego, jednak podczas pracy wychodzi na jaw wiele faktów z jego życia. W trakcie serii dowiadujemy się wiele o pracy Seeleya jako snajpera. Mężczyzna wyznaje Bones, że chce aresztować tylu morderców, ilu osobom odebrał życie (49). W ostatnim odcinku pierwszej serii, gdy Bones identyfikuje szczątki swojej matki, Booth stara się wspierać ją na duchu, choć wie, że gdy tylko pojawi się ojciec Tempe, będzie musiał go aresztować.

### Druga seria (21 odcinków)
Następuje zmiana na stanowisku szefa Instytutu Jeffersona: dr Goodmana zastępuje dr Camille Saroyan, była dziewczyna Bootha. Zmiana w zespole wytwarza napięcia, które agent musi łagodzić. W trakcie serii spędza noc ze swoją byłą Rebeccą, a zaraz potem z Cam. Tak rozpoczyna się na nowo ich związek. W czasie jego trwania Temperance, wraz z dr. Jackiem Hodginsem zostaje zakopana żywcem w samochodzie przez Grave Diggera, co skutkuje wściekłością Bootha i pierwszym tak dużym objawieniem jego uczuć. Z powodu zagrożenia ze strony seryjnego mordercy Eppsa, Booth kończy związek z Cam i postanawia już nigdy nie być z nikim, z kim pracuje. Mężczyzna ciężko przeżywa sprawę śmierci Eppsa, a nadmiar uczuć wyładowuje strzelając do clowna umieszczonego na samochodzie rozwożącym lody. Zostaje skierowany na terapię u psychologa, Gordona Wayatta. Dzięki terapii wraca do pracy. Wkrótce staje przed wyzwaniem, bo Tempe prosi go o zdanie w kwestii jej wyjazdu z jego kolegą po fachu. Ostatecznie Bones zostaje, choć atmosfera między partnerami jest napięta i zdesperowany Booth zmusza przyjaciółkę do rozmowy z psychologiem, który stwierdza, że ich problemy z dogadaniem się wynikają z konfliktu charakterów, a nie napięcia uczuciowego. Hodgins prosi Bootha, by został jego drużbą. Szczątkowa informacja o ślubie dociera do ojca Brennan, który sądząc, że to jego córka wychodzi za mąż, powraca do stolicy. Booth aresztuje mężczyznę, choć nie chce ranić przyjaciółki. W dniu ślubu Angeli i dr. Jacka Hodginsa, Booth wyjaśnia Bones emocje kierujące jej ojcem i powodujące jego przyjazd. Splot wypadków sprawia, że ostatecznie do małżeństwa Angie i Jacka nie dochodzi, a przed ołtarzem stoją Booth i Bones.

### Trzecia seria (15 odcinków)
Bones nie może przeboleć wyjazdu swojego ucznia, Zacka, do Iraku. Nie jeździ z Boothem na miejsca zbrodni, co niepokoi agenta. Kiedy Zack wraca, sytuacja się uspokaja, a Tempe wraca do pracy w terenie. W trakcie serii Booth wspiera Bones, która z trudem radzi sobie z powrotem ojca. Dzięki poradom Bootha, Tempe staje się coraz bardziej uczuciowym człowiekiem. Pojawia się seryjny morderca, zwany Gormogonem, jego osoba przewija się do samego finału serii. Booth i Bones zostają skierowani na "terapię partnerską" u dr. Lance'a Sweetsa. Spotkania mają im pomóc lepiej pracować. Dwudziestodwuletni terapeuta nie przypada im do gustu i oboje go męczą, mimo że terapia skutkuje. Wzrasta napięcie między Boothem i Bones, kulminacyjnym momentem jest pocałunek pod jemiołą (The Santa in the Slush 03x09). Wkrótce potem Booth i Bones mają okazję sprawdzić się w roli opiekunów niemowlęcia. W kolejnym odcinku Max Keenan jest sądzony za morderstwo. Booth i Brennan z trudem radzą sobie z byciem po przeciwnych stronach barykady. W ostatecznym rozrachunku Max wychodzi na wolność za sprawą wielkiego poświęcenia swojej córki. Ta sprawa wiele nerwów kosztuje też Bootha. W trakcie kolejnego śledztwa Booth zostaje postrzelony przez psychicznie chorą kobietę, która się w nim zakochuje. Cała ekipa z Instytutu stawia się na pogrzebie. Wychodzi na jaw, iż była to prowokacja. Booth otrzymuje za to cios w szczękę od Temperance. Ostatecznie zostaje wyjaśniona sprawa Gormogona, co skutkuje zamknięciem jego poplecznika, Zacka w szpitalu psychiatrycznym. Przyjaciele są załamani, gdy wychodzi na jaw, że z wrogiem współpracował jeden z nich.

### Czwarta seria (26 odcinków)
Booth leci na wykłady dla policji do Londynu. Wraz z Temperance podejmują się pomóc angielskiej policji w rozwiązaniu sprawy. Booth nie odnajduje się w Anglii, nie podoba mu się ani pogoda, ani akcent, nic. W Waszyngtonie partnerzy nadal odwiedzają psychologa, który dostrzega już wagę ich związku, do której oni nie chcą się przyznać. Mimo wszystko, związek emocjonalny między Boothem i Brennan rośnie w siłę, co powoduje, że ich pozostałe związki okazują się klęskami. Booth spędza z Bones coraz więcej czasu, co zauważa ich psycholog. Sweets, jak Angela, stara się zmusić oboje do przyznania się do swoich uczuć, czym irytuje Bootha i Bones, sprawiając, że coraz bardziej się zapierają. Do problemów z terapeutą dochodzi pojawienie się młodszego brata Bootha – Jareda, który zaczyna podrywać Bones, a także odwiedziny (ucieczka) Zacka. Booth namawia Bones do pomocy w zajmowaniu się edukacją jego syna, Parkera. Spotkanie Bones z Jaredem uświadamia Bones jak bardzo nie doceniała swojego partnera, co wynagradza mu szczerą przemową podczas jego urodzin. Wychodzi na jaw fakt, iż jego ojciec był alkoholikiem znęcającym się nad synami, co ma do dziś na niego poważny wpływ determinując jego stosunki z bratem i duże zaangażowanie w prace mające udowodnić, że jest innym człowiekiem niż był jego ojciec. Dla brata jest jednak zbyt opiekuńczy – poświęcił sukces zawodowy by uchronić go od aresztowania za jazdę pod wpływem alkoholu. Między innymi dzięki Bones uświadamia sobie to błędne postępowanie i postanawia je zmienić. W życiu Bootha obecna są także radosne chwile jak pełna przygód i humoru akcja, wraz z Bones, w roli cyrkowców, czy pasjonująca gra w hokeja (która budzi jednak u niego dość gwałtowne emocje). Wkrótce na drodze Bootha staje agentka FBI Payton Perrota, a życiu jego i Bones znowu zaczyna zagrażać Grave Digger.
Gdy ten porywa Bootha przypomina on sobie kolejne smutne fakty ze swojej przeszłości w armii – mianowicie śmierć młodego żołnierza, którego mimo starań nie udało się ocalić. W czasie walki o życie, na mającym wkrótce zostać zatopionym starym okręcie, dowiaduje się wiele o sobie. Godzi się z faktami; ujawnia, że to po zmarłym koledze dał na imię swojemu synowi. W akcję ratowania Bootha ogromnie angażuje się Bones ryzykując wiele i nawet prosząc Jareda o pomoc. Ten, mimo początkowej niechęci, zaskakuje i wreszcie odwdzięcza się bratu, co jednak skutkuje aresztowaniem. Bones uświadamia sobie jak ważny jest dla niej Booth. W trakcie serii przewijają się postaci ojca Temperance, a także byłego terapeuty Bootha – dr. Wyatta. Zmuszają oni agenta do głębszego zastanowienia się nad uczuciami między nim i Bones. Im bliżej końca serii, tym sytuacja między dwójką bohaterów zaczyna nabierać rumieńców. Booth po kłótni z bratem może znaleźć oparcie tylko w przyjaciółce. Całe laboratorium i nie tylko jest przekonane o ich dopasowaniu. Wreszcie, gdy Bones podejmuje decyzję o posiadaniu dziecka i prosi Bootha, by został jego ojcem, nadchodzi punkt kryzysowy. Booth z powodu stresu i niezdiagnozowanej choroby zaczyna mieć halucynacje. Widuje Steviego z Family Guy, który daje mu rady. Agent ląduje w szpitalu, gdzie zostaje u niego zdiagnozowany guz mózgu. W finałowym odcinku serii okazuje się, że operacja, która polegała na wycięciu guza, zakończyła się sukcesem. Jednak Booth pozostaje w śpiączce przez cztery dni. Po przebudzeniu okazuje się, że nie pamięta, kim jest Bones.

### Piąta seria
Okazuje się, że Booth nie cierpi na amnezję, a jedynie nie jest pewien, czy widzi przed sobą Bren ze snu, czyli żonę i matkę jego dziecka, czy Bones antropolog i partnerkę. Po 6 tygodniach wraca do pracy i poszukuje swojej tożsamości.